# Gelanor gertschi
Gelanor gertschi là một loài nhện trong họ Mimetidae.
Loài này thuộc chi Gelanor. Gelanor gertschi được Arthur M. Chickering miêu tả năm 1947.